# Jarretière (vêtement)
Pour les articles homonymes, voir jarretière.
Ne pas confondre avec Jarretelle

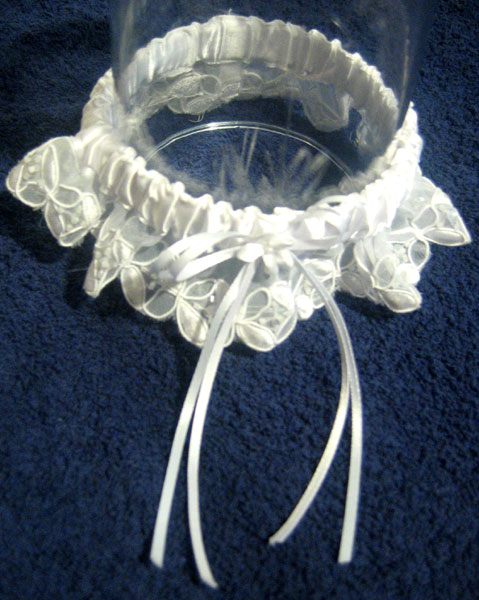
Une jarretière de mariée.

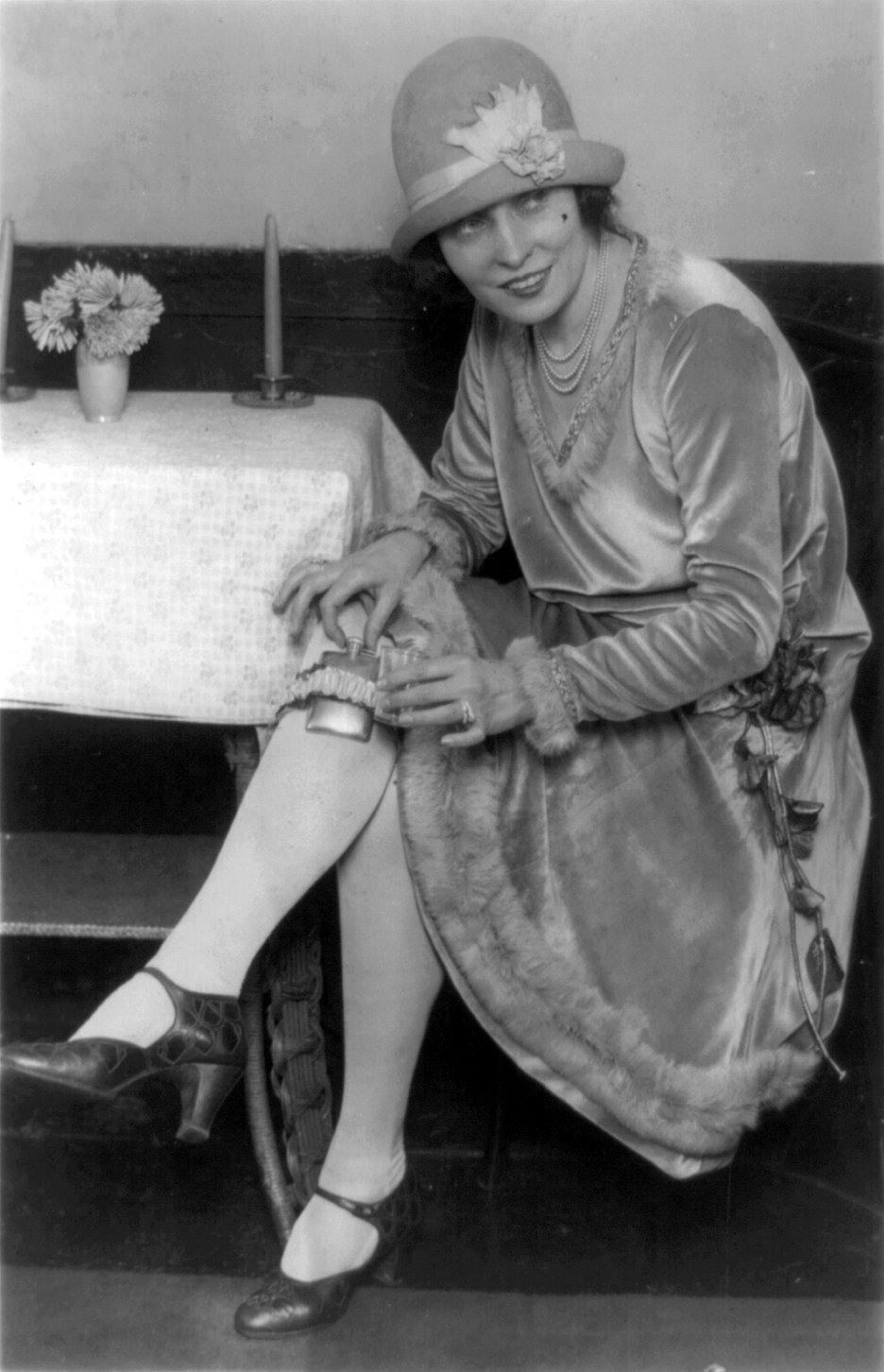
La jarretière est un moyen pratique pour les femmes dans les années 1930 et 1940 pour transporter de petits objets de valeur.

Une jarretière est une pièce de vêtement féminin consistant en un ruban ou une bande élastique placé au-dessus du genou, et servant à maintenir et tendre les bas ou les mi-bas.
Apparue vers le XIIe ou XIIIe siècle, la jarretière était une pièce de vêtement mixte nouée au niveau du jarret à cette époque (d'où son étymologie) servant à maintenir des bas-de-chausse puis devient progressivement une bande de tissu fixée portée uniquement par la femme et plus haut sur la jambe, prenant dès le XVe ou XVIe siècle un caractère plus sensuel lorsque la femme découvre sa jambe et devenant un accessoire d'élégance assorti aux bijoux.
De nos jours, les jarretières tendent à s’effacer face à la jarretelle et au porte-jarretelles.

## La jarretière de la mariée
Dès le Moyen Âge, il existe une tradition occidentale pour la mariée de porter au milieu de la cuisse ce ruban décoratif lors de la cérémonie, le jeune marié devant la retirer à la fin de la réception ou les jeunes hommes s’efforçant de la dérober au cours des festivités de la noce. Ce rituel est interprété comme un symbole de défloration ou à une superstition selon laquelle la prise de cette pièce de vêtement porte chance. Depuis le XIXe siècle, lors d’une noce, il existe une tradition consistant à mettre aux enchères la jarretière de la mariée au profit des nouveaux époux. Les scénarios varient d’une famille à l’autre mais, assez souvent, le gagnant des enchères obtient le droit de venir retirer avec ses dents la jarretière que porte la mariée. Cette tradition, jugée aujourd'hui sexiste, tombe en désuétude.

## Dans les arts

### Au théâtre
La Jarretière de la mariée est un vaudeville en un acte d'Eugène Scribe et Jean-Henri Dupin représentée au théâtre des Variétés de Paris en 1816.